# Schermen op de Paralympische Zomerspelen 2024
Op de XVIIe Paralympische Zomerspelen, die in 2024 werden gehouden in Parijs, Frankrijk, was schermen een van de 22 sporten die werden beoefend. De wedstrijden vonden plaats in het Grand Palais, in het 8e arrondissement van Parijs, van 3 tot en met 8 september. Er waren zestien evenementen: zowel voor mannen als vrouwen zijn er zes individuele evenementen en twee team-evenementen

## Classificatie
- Klasse A voor sporters die hun torso vlot kunnen bewegen en wier aandoening de schermarm niet beïnvloedt,
- Klasse B voor sporters wier aandoening de bewegingsvrijheid van de torso en/of de schermarm beïnvloedt.

## Medaillespiegel
| Plaats | Land             | NPC | Goud | Zilver | Brons | Totaal |
| 1      | China            | CHN | 10   | 5      | 4     | 19     |
| 2      | Thailand         | THA | 3    | 1      | 1     | 5      |
| 3      | Groot-Brittannië | GBR | 2    | 3      | 1     | 6      |
| 4      | Duitsland        | GER | 1    | 0      | 0     | 1      |
| 5      | Polen            | POL | 0    | 2      | 1     | 3      |
| 6      | Italië           | ITA | 0    | 1      | 3     | 4      |
| 7      | Oekraïne         | UKR | 0    | 1      | 2     | 3      |
| 7      | Hongarije        | HUN | 0    | 1      | 0     | 1      |
| 7      | Irak             | IRQ | 0    | 1      | 0     | 1      |
| 7      | Zuid-Korea       | KOR | 0    | 1      | 0     | 1      |
| 11     | Frankrijk        | FRA | 0    | 0      | 1     | 1      |
| 11     | Georgië          | GEO | 0    | 0      | 1     | 1      |
| 11     | Spanje           | ESP | 0    | 0      | 1     | 1      |
| 11     | Turkije          | TUR | 0    | 0      | 1     | 1      |

## Uitslagen

### Degen

#### Teams
| onderdeel | Goud                                                | Zilver                                                                      | Brons                                                           |
| --------- | --------------------------------------------------- | --------------------------------------------------------------------------- | --------------------------------------------------------------- |
| mannen    | ChinaTian Jianquan Sun Gang Zhang Jie Zhong Saichun | IrakZainulabdeen Al-Madhkhoori Ammar Ali Hayder Al-Ogaili                   | Groot-BrittanniëPiers Gilliver Dimitri Coutya Oliver Lam-Watson |
| vrouwen   | ChinaGu Haiyan Zou Xufeng Kang Su Chen Yuandong     | OekraïneYevheniia Breus Olena Fedota-Isaieva Nataliia Morkvych Nadiia Doloh | ThailandAphinya Thongdaeng Duean Nakprasit Saysunee Jana        |

#### individueel
| mannen | mannen         | mannen | mannen          | mannen | mannen           | mannen |
| Klasse | Goud           | Goud   | Zilver          | Zilver | Brons            | Brons  |
| ------ | -------------- | ------ | --------------- | ------ | ---------------- | ------ |
| A      | Sun Gang       | CHN    | Dimitri Coutya  | THA    | Hakan Akkaya     | POL    |
| B      | Dimitri Coutya | GBR    | Visit Kingmanaw | THA    | Michał Dąbrowski | POL    |

| vrouwen | vrouwen       | vrouwen | vrouwen         | vrouwen | vrouwen              | vrouwen |
| Klasse  | Goud          | Goud    | Zilver          | Zilver  | Brons                | Brons   |
| ------- | ------------- | ------- | --------------- | ------- | -------------------- | ------- |
| A       | Chen Yuandong | CHN     | Kwon Hyo Kyeong | KOR     | Gu Haiyan            | CHN     |
| B       | Saysunee Jana | THA     | Kang Su         | CHN     | Olena Fedota-Isaieva | UKR     |

### Floret

#### Teams
| onderdeel | Goud                                                 | Zilver                                                                      | Brons                                                               |
| --------- | ---------------------------------------------------- | --------------------------------------------------------------------------- | ------------------------------------------------------------------- |
| mannen    | ChinaSun Gang Feng Yanke Zhong Saichun Tian Jianquan | Groot-BrittanniëOliver Lam-Watson Piers Gilliver Dimitri Coutya             | FrankrijkLudovic Lemoine Damien Tokatlian Maxime Valet Yohan Peter  |
| vrouwen   | ChinaChen Yuandong Gu Haiyan Xiao Rong Zou Xufeng    | HongarijeÉva Andrea Hajmási Zsuzsanna Krajnyák Boglárka Mező Amarilla Veres | ItaliëAndreea Mogoș Rossana Pasquino Loredana Trigilia Beatrice Vio |

#### individueel
| mannen | mannen         | mannen | mannen       | mannen | mannen        | mannen |
| Klasse | Goud           | Goud   | Zilver       | Zilver | Brons         | Brons  |
| ------ | -------------- | ------ | ------------ | ------ | ------------- | ------ |
| A      | Sun Gang       | CHN    | Matteo Betti | ITA    | Zhong Saichun | CHN    |
| B      | Dimitri Coutya | GBR    | Feng Yanke   | CHN    | Hu Daoliang   | CHN    |

| vrouwen | vrouwen       | vrouwen | vrouwen   | vrouwen | vrouwen                   | vrouwen |
| Klasse  | Goud          | Goud    | Zilver    | Zilver  | Brons                     | Brons   |
| ------- | ------------- | ------- | --------- | ------- | ------------------------- | ------- |
| A       | Zou Xufeng    | CHN     | Gu Haiyan | CHN     | Judith Rodríguez Menéndez | ESP     |
| B       | Saysunee Jana | THA     | Xiao Rong | CHN     | Beatrice Vio              | ITA     |

### Sabel

#### individueel
| mannen | mannen          | mannen | mannen           | mannen | mannen          | mannen |
| Klasse | Goud            | Goud   | Zilver           | Zilver | Brons           | Brons  |
| ------ | --------------- | ------ | ---------------- | ------ | --------------- | ------ |
| A      | Maurice Schmidt | GER    | Piers Gilliver   | GBR    | Edoardo Giordan | ITA    |
| B      | Feng Yanke      | CHN    | Michał Dąbrowski | POL    | Zhang Jie       | POL    |

| vrouwen | vrouwen       | vrouwen | vrouwen      | vrouwen | vrouwen              | vrouwen |
| Klasse  | Goud          | Goud    | Zilver       | Zilver  | Brons                | Brons   |
| ------- | ------------- | ------- | ------------ | ------- | -------------------- | ------- |
| A       | Gu Haiyan     | CHN     | Kinga Dróżdż | POL     | Nino Tibilashvili    | GEO     |
| B       | Saysunee Jana | THA     | Xiao Rong    | CHN     | Olena Fedota-Isaieva | UKR     |